# Gyöngyi Gaál
Gyöngyi Krisztina Gaál (født 29. juni 1975) er en ungarsk fodbolddommer. Hun har været FIFA-dommer siden 2002.